# 陽南子
陽南子（ひなこ、1994年5月25日 - ）は、日本のファッションモデル、歌手、バラエティタレント。
東京都出身（長野県で出生）。『non-no』の元専属モデルで、現在はKALOSのモデルとしても活動している。
ガールズバンド『凸凹凸凹-ルリロリ-』のメンバー。旧芸名 木下 ひなこ。

## 略歴
スカウトにより事務所に所属。
2012年11月25日、ガールズバンド姫carat(のち凸凹凸凹-ルリロリ-に改名)に加入。リーダーを務め、ギターボーカル・ダンスを担当。
2013年11月号よりファッション誌『non-no』の専属モデルとなる。
2014年3月31日、日本テレビ系列情報バラエティ番組『PON!』お天気お姉さん月曜日担当になる。
2014年10月11日、テレビ東京系列バラエティ番組『ポンコツ&さまぁ〜ず』ポンコツガールとして出演。
2015年4月8日、NOTTV『MUSIC にゅっと。』水曜日レギュラーになる。
2016年11月19日発売のnon-no2017年1月号をもって『non-no』の専属モデルを卒業。
2018年3月29日より『KALOS』モデルとなる。
2018年5月19日の凸凹凸凹-ルリロリ-のLIVEにて今後ベースボーカル・ダンス担当として活動すると発表。
2019年4月6日からTHEグローバル社のCMに歌で参加。
2019年5月25日、芸名を木下ひなこから陽南子に改名したことを発表。

## 人物
- 凸凹凸凹-ルリロリ-でのメンバーカラーは緑。
- 趣味はギター、歌、散歩。
- 3歳時よりクラシックバレエを習い、特技はダンス全般（クラシックバレエ、コンテンポラリーダンス）で、全国ジャパングランプリファイナリスト選出他コンクール入賞経験多数。
- 中学生時代にダンスコンテスト全国4位入賞。また高校時代はコンテンポラリーダンス部に所属していた。
- 東京都立総合芸術高等学校舞台表現科卒業。
- 妹は元・虹のコンキスタドールの木下ひより。
- ベース担当時の愛機はGibson Thunderbird（正確なモデルは不明）。

## 出演

### テレビ番組
レギュラー出演
- MUSIC にゅっと。（NOTTV、2015年4月8日 - 水曜レギュラー ）
- PON!（日本テレビ、月曜レギュラー、お天気コーナー、2014年3月31日 - 2015年3月23日）
- ポンコツ&さまぁ〜ず（テレビ東京、2014年10月11日 - 準レギュラー）

単発出演
- ツボ娘（TBS、2014年2月26日）
- 浜ちゃんが!（読売テレビ／日本テレビ系列、2014年3月20日）
- 花咲舞が黙ってない（第1シリーズ第4話）（日本テレビ、2014年5月7日）
- ダウンタウンDX（読売テレビ／日本テレビ系列、2014年5月22日）
- ガリゲル（読売テレビ／日本テレビ系列、スタジオゲスト）
- 関ジャニの仕分け∞（テレビ朝日、2014年10月4日）
- ザ!世界仰天ニュース（日本テレビ、2015年1月7日）
- 奇跡体験!アンビリバボー（フジテレビ、2014年5月15日、2015年1月29日）
- トコトン掘り下げ隊!生き物にサンキュー!!（TBS、2015年2月25日）
- サンバリュグッとくる東京観光!!教科書ロケーション（日本テレビ、2015年3月1日）
- 踊る!さんま御殿!!（日本テレビ、2015年3月3日）
- オトせ!（日本テレビ、2016年10月31日）
- ロバートのBE4ND推進部（テレビ大分、2020年1月21日、2020年1月28日）

### 舞台
- バンドやろうぜ!（2019年12月8日）豊洲PIT - シェリー [5]

## 書籍

### 雑誌連載
- Non-no（2013年9月20日 - 2016年11月19日、集英社）
- 週刊プレイボーイ（不定期 - 、集英社）[要出典]